# Estación de investigación de Harrow, Canadá
La  de investigación de Harrow también conocida como Centro de investigación y desarrollo de Harrow en inglés : Harrow Research and Development Centre (Harrow RDC) en Harrow, Condado de Essex, provincia de Ontario (Canadá), es una estación experimental agrícola que forma parte de la red de « Agriculture and Agri-Food Canada » ("Agricultura y Agroalimentación de Canadá") (AAFC) compuesta de 20 centros investigadores y de desarrollo. Este centro tiene 3 sucursales satelitales.

## Historia
La "Harrow Research Station" fue establecida en 1909.
Las parcelas patrimoniales, mantenidas desde 1959, son de importancia internacional para examinar la calidad del suelo y el agua y la dinámica de las plantas en suelos franco arcillosos.
Forma parte de la red de « Agriculture and Agri-Food Canada » ("Agricultura y Agroalimentación de Canadá") (AAFC) compuesta de 20 centros investigadores y de desarrollo.

## Instalaciones de Harrow RDC
Comprenden 139 hectáreas de suelo franco arenoso en Harrow, y 77 hectáreas de suelo franco arcilloso Brookston en la Granja Experimental Honorable Eugene F. Whelan en Woodslee, Ontario.
En la actualidad es el complejo de investigación en invernaderos más grande de América del Norte con unas 0,7 hectáreas de extensión e instalaciones punteras.
Es sede de la "Canadian Clonal Genebank" (Banco de germoplasma clonal de Canadá), que forma parte del programa "Plant Gene Resources of Canada de Agriculture and Agri-Food Canada".

## Áreas de investigación
El Harrow RDC apoya actividades innovadoras de investigación, desarrollo, tecnología y transferencia de conocimiento relacionadas con las siguientes estrategias del sector científico de la AAFC :
- Horticultura
- Resiliencia de los agroecosistemas
- Semillas oleaginosas, cereales, y legumbres
- Biodiversidad y biorecursos.[2][1]

## Estaciones experimentales sucursales
La estación Centro Harrow RDC está asociado con otras tres ubicaciones satélites:
- Invernadero, laboratorio y complejo de investigación de campo en suelos arenosos en Harrow.
- Suelos franco-arcillosos en la Granja Experimental Honorable Eugene F. Whelan, Woodslee, Ontario.
- Unidad de Desarrollo y Transferencia de Tecnología de Ontario ubicada en Guelph, Ontario.[2][1]